# 主文
主文（しゅぶん）は、裁判の中で、結論を記載した部分をいう。

## 主文と内容
|                  | 主文                                                                          |
| ---------------- | ----------------------------------------------------------------------------- |
| 無罪判決         | 被告人は無罪。                                                                |
| 有罪判決         | 被告人を○○に処する。（この裁判が確定した日から○年間その刑の執行を猶予する。） |
| 原告敗訴判決     | 原告の請求を棄却する。                                                        |
| 原告勝訴判決     | 被告は原告に対し、○○を支払え（引き渡せ etc）。                                |
| 上訴審の棄却判決 | 本件控訴（上告）を棄却する。                                                  |
| 上訴審の破棄判決 | 原判決を破棄する。（原判決を次の通り変更する etc）。                          |

## 民事訴訟
民事訴訟の終局判決においては、主文で訴えの却下、請求棄却あるいは請求認容が明らかにされなければならない。さらに、訴訟費用の負担（民事訴訟法67条）、控訴権濫用に対する制裁（民事訴訟法303条2項、及び仮執行宣言（民事訴訟法259条）に関する事項も主文に記載される。
既判力があるのは、主文の部分とされる（民事訴訟法114条1項）が、主文の解釈に必要である場合は、理由の参照が許され得る。既判力類似の効力を、主文を超えて理由にまで拡張しようとする争点効という理論があるが、判例では認められていない（最高裁判決昭和44年6月24日判例時報569号48頁）。

## 刑事訴訟
刑事訴訟の終局判決においては、主文で刑の言渡し、無罪、刑の免除、免訴、公訴棄却あるいは管轄違いが明らかにされなければならない。さらに、刑の執行猶予、保護観察、没収、押収物還付、罰金等の仮納付、訴訟費用の負担などが必要な場合には主文に記載される。
刑事訴訟における既判力は、認定された犯罪事実又は審判の対象となった犯罪事実と公訴事実において同一と考えられる範囲に及ぶのであって、主文のみで決することはできない。
裁判官が刑事事件の判決を朗読する際、通常は主文を先に言い渡し、続いて判決理由を読み上げる。一方で死刑判決の場合は判決理由を先に言い渡し主文を後回しにすることが多く、一般的には主文後回しといわれている。これは、死刑判決において冒頭で主文を言い渡すと、被告人が動揺してその後の判決理由を聞かなくなるため、判決理由を被告人によく聞かせるためとされている。このような慣例は遅くとも1965年（昭和40年）ごろには存在していたとされる。このため、判決公判の冒頭に主文朗読がなされずにまず判決理由の説明が行われることは、裁判の当事者や報道機関などが「死刑の可能性が非常に高い」と判断する材料ともなっている。
ただし、刑事訴訟法上は判決の主文と判決理由を読み上げる順番については明確な規定があるわけではない。そのため、裁判官によっては、死刑判決でも冒頭で主文を言い渡したり、逆に死刑以外の判決で主文を後回しにしたりする例も存在する。
また、2009年5月、音楽プロデューサー小室哲哉の著作権譲渡に関する詐欺事件において、極めて異例ともいえる主文後回しによる判決理由の説明が行われた。同月21日から始まる予定の裁判員制度の評議では、まず、有罪か無罪かの判断をした上で量刑を決めることになっており、裁判員制度を意識したものとみられている。ただし、この著作権譲渡に関する詐欺事件を担当した杉田宗久元判事は執行猶予でも主文後回しにすることが多い。

### 死刑判決の冒頭主文朗読の例
以下、第一審で死刑判決が言い渡されたか、控訴審で死刑以外（無期懲役など）の原判決を破棄自判して死刑が言い渡された事例を列挙する。控訴審で死刑の原判決を支持し、被告人の控訴を棄却する判決が言い渡された事例では、主文が冒頭で言い渡された事例（北海道庁爆破事件、富山・長野連続女性誘拐殺人事件、大牟田4人殺害事件など）と、後回しにされた事例（北九州市病院長殺害事件・市川一家4人殺害事件・石巻3人殺傷事件など）の双方が存在する。
- 青森県北津軽郡武田村（現：中泊町）の農協における強盗殺傷事件[注 2]：第一審判決 - 1961年（昭和36年）7月13日・青森地裁弘前支部（飯島裁判長）[17]
- 船橋夫婦殺害事件[注 3]（被告人3人）：第一審判決 - 1965年（昭和40年）5月15日・千葉地裁[19]（石井謙吾裁判長）[18]
- 名張毒ぶどう酒事件（被告人：奥西勝）：控訴審判決[20] - 1969年9月10日・名古屋高裁刑事第1部（上田孝造裁判長）[注 4][21]
  - 津地裁が言い渡した無罪判決を破棄して有罪と認定、死刑を言い渡したもので、第一審の無罪判決が控訴審で死刑に逆転した例は、最高裁によれば1958年（昭和33年）以降では初であった[21]。
- 夜須農協の宿直員殺し：控訴審判決 - 1970年（昭和45年）12月12日・福岡高裁（中村荘十郎裁判長）[22]
- 大久保清事件（被告人：大久保清）：第一審判決[23] - 1973年（昭和48年）2月22日・前橋地裁刑事部（水野正男裁判長）[24]
- 武豊の一家3人惨殺：第一審判決 - 1974年（昭和49年）5月20日・名古屋地裁刑事第2部（藤本忠雄裁判長）[25]
- 名古屋女子大生誘拐殺人事件（被告人：木村修治[注 5]）：第一審判決[27][28] - 1982年（昭和57年）3月23日・名古屋地裁刑事第3部（塩見秀則裁判長）[27]
- 富山・長野連続女性誘拐殺人事件：第一審判決[29] - 1988年（昭和63年）2月9日・富山地裁刑事部（大山貞雄裁判長）[30]
  - 富山地検は男女2人の被告人のうち、殺害実行犯の女Mに死刑を求刑し、男性Xについても共謀共同正犯として無期懲役を求刑していた[30]。しかし、富山地裁 (1988) は女1人 (M) の単独犯と認定し[30]、冒頭でMを死刑、男性Xを無罪とする主文を宣告した[29]。
- 藤沢市母娘ら5人殺害事件：第一審判決 - 1988年3月10日・横浜地裁第2刑事部（和田保裁判長）[31]
  - 判決宣告後、被告人は「自分の世界で一番好きな人は稲川聖城（稲川会総裁）さん」と発言し、傍聴席へ向けて2、3回両手でVサインを見せた[32]。
- 新潟一家5人殺傷事件[注 6]：第一審判決 - 1988年3月30日・新潟地裁（堀内信明裁判長）[39]
- 京都・大阪連続強盗殺人事件（被告人：廣田雅晴[注 7]）：第一審判決[41] - 1988年10月25日・大阪地裁刑事第1部（青木暢茂裁判長）[42]
- 鶴見事件（被告人：高橋和利）：第一審判決[43][44] - 1995年（平成7年）9月7日[45]・横浜地裁第2刑事部[46]（上田誠治裁判長）[注 8][44]
- 東京・埼玉連続幼女誘拐殺人事件（被告人：宮﨑勤）：第一審判決[47] - 1997年（平成9年）4月14日・東京地裁刑事第2部（田尾健二郎裁判長 / 陪席裁判官：小川正持・杉原奈奈）[48]
- 岡山県山陽町拳銃乱射事件[注 9]：第一審判決 - 1999年（平成11年）2月26日・岡山地裁（楢崎康英裁判長）[56][57]
- 大阪連続バラバラ殺人事件：第一審判決 - 1999年3月24日・大阪地裁（横田信之裁判長）[58]
- 広島タクシー運転手連続殺人事件：第一審判決 - 2000年（平成12年）2月9日[59]・広島地裁刑事第2部[60]（戸倉三郎裁判長）[59]
- 附属池田小事件（被告人：宅間守）：第一審判決[61] - 2003年（平成15年）8月28日・大阪地裁刑事第2部（川合昌幸裁判長 / 陪席裁判官：畑口泰成・渡邊英夫）[62]
  - 同日は開廷宣言直後、川合裁判長が主文を言い渡そうとしたところで被告人が騒ぎ、退廷命令を受けたため[63]、被告人不在で死刑判決の主文が宣告される異例の事態となった[61]。
- お台場フィリピン人バラバラ殺人事件：控訴審判決 - 2010年（平成22年）10月8日・東京高裁（第一審・東京地裁の無期懲役判決を破棄自判）[64]
- 川崎市幸区アパート3人殺害事件[注 10]：第一審判決 - 2011年（平成23年）6月17日・横浜地裁（秋山敬裁判長・裁判員裁判）[70][71]
- 浜名湖連続殺人事件：第一審判決 - 2018年（平成30年）2月23日・静岡地裁（佐藤正信裁判長 / 裁判員裁判）[72][73]
- 熊谷連続殺人事件[注 11]：第一審判決 - 2018年3月9日[79][80][81][82]・さいたま地裁刑事第4部（佐々木直人裁判長 / 陪席裁判官：四宮知彦・片山嘉恵）・裁判員裁判[83]

### 無期刑以下の刑の判決の主文後回しの例
共犯者との同時審理で共犯者が死刑判決を言い渡された事例は含まない。
求刑死刑
- 智行ちゃん誘拐殺人事件、1965年4月5日、仙台地裁、無期懲役判決（検察側が控訴、後に二審で逆転死刑判決）[84]
- 由美子ちゃん誘拐殺人事件：第一審判決（無期懲役） - 1973年3月30日・富山地裁（木村幸男裁判長）[85]
  - 1970年2月に富山県富山市で発生した幼女殺害事件。同年8月29日、名古屋高裁金沢支部（沢田哲夫裁判長）は原判決を破棄自判し、被告人に死刑判決を言い渡した[86]。被告人は上告したが[87][88]、同年10月18日に自ら上告を取り下げ、死刑が確定している[89]。
- さつきちゃん事件：第一審判決（無期懲役） - 1978年2月3日・松山地裁（滝口功裁判長）[90]
  - 1976年2月10日、愛媛県大洲市で下校途中の小学3年生の女児（当時8歳）が男に連れ去られて乱暴された末に絞殺され、遺体を鹿野川ダム（東宇和郡野村町）の湖岸に埋められた事件[90]。検察官は死刑を求刑していた一方、被告人は公判中から起訴内容の一部を否認したが、松山地裁は検察官の主張通りの事実認定を行った上で、殺害の動機は被告人が被害者を乱暴した際、被害者が失神したという予期しない出来事から短絡的に暴発したものであること、また被告人は知能が低く、貧しい家庭で人間的な感情を満たされないまま成長したこと、若年であることを指摘し、無期懲役を言い渡した[90]。
- 甲府信金OL誘拐殺人事件：第一審判決（無期懲役） - 1995年3月9日・甲府地裁（三浦力裁判長）[91]
  - 「被告人には更生の可能性が認められる」として死刑を回避した判決だったが、裁判長を務めた三浦は、冒頭で「無期懲役」の主文を言い渡した場合、「死刑を免れた」と安堵した被告人が判決理由を聞き流してしまう可能性を考慮し、主文を後回しにした[92]。死刑を求めた検察官と、有期懲役刑を求めた弁護人の双方が控訴したが、控訴審の東京高裁第2刑事部（神田忠治裁判長）は1996年（平成8年）4月16日に双方の控訴を棄却する判決を言い渡した[93]。双方とも上告期限（同年4月30日）までに上告せず、翌5月1日に無期懲役が確定している[94]。
- JT女性社員逆恨み殺人事件：第一審判決（無期懲役） - 1999年5月27日[95]・東京地裁刑事第5部（山室惠裁判長）[96]
  - 控訴審の東京高裁第3刑事部（仁田陸郎裁判長）は2000年2月28日、同判決を破棄自判し、被告人に死刑判決を言い渡している[97]。同判決も主文後回しで[98]、2004年に死刑が確定している[99]。
- 光市母子殺害事件：第一審判決（無期懲役）[100] - 2000年3月22日・山口地裁第3部（渡邉了造裁判長）[101]
  - 2008年4月20日に差し戻し控訴審（広島高裁）で死刑が言い渡され、2012年に確定[102]。
- オウム真理教事件・井上嘉浩、2000年6月、東京地方裁判所、無期懲役判決（二審で死刑判決を受け、後にこれが確定）
- オウム真理教事件・中村昇、2003年9月25日、東京高裁（控訴審）（仙波厚裁判長）、無期懲役判決[103]
  - 無期懲役を言い渡した第一審判決を支持し、死刑を求めて控訴していた検察官[104]と、有期刑を求めていた弁護人の控訴をそれぞれ棄却[103]。東京高裁は判決理由で、量刑について「極刑と境界を接する無期懲役刑、言い換えれば終身刑、もしくは終身刑に近い無期懲役刑が相当」と述べている[103]。
- 福島県いわき市鹿島町走熊の母娘殺害事件、2006年3月22日、福島地裁いわき支部（村山浩昭裁判長）判決[105] - 同事件は検察側が控訴、後に控訴審の仙台高等裁判所で逆転死刑判決[106]。
- 静岡2女性強殺事件[注 12]、2006年6月、静岡地裁判決
- 長崎市長射殺事件、2009年9月、福岡高等裁判所（控訴審）、無期懲役判決(第一審の長崎地方裁判所では死刑判決）
- 広島お好み焼き店夫婦殺害事件 - 2013年3月13日、広島地裁（裁判員裁判）（伊名波宏仁裁判長）、無期懲役判決[107][108]
- 対馬市父娘殺害放火事件：2018年3月27日、長崎地裁（裁判員裁判）（小松本卓裁判長）、無期懲役判決
- 大口病院連続点滴中毒死事件：第一審判決（無期懲役） - 2021年11月9日・横浜地裁（家令和典裁判長[注 13]：裁判員裁判）[110]
  - 裁判所が主文後回しを事前に予告した事例。2021年10月22日の論告求刑公判で検察官が被告人に死刑を求刑したが、裁判所は同日、判決公判（同年11月9日）で主文を後回しにする旨を予告した[111]。結果、同地裁は弁護人の「事件当時は心神耗弱」という主張を退け、検察官の主張通り完全責任能力を認めたものの、動機の形成過程に情状酌量の余地があること、被告人の反省の念が深いことなどを挙げ、親族間殺人を除けば被害者3人以上の殺人事件としては異例とされる無期懲役判決を言い渡した[110]。
- 新発田市女性殺害事件：第一審判決（無期懲役[112][113]）- 2022年11月18日・新潟地方裁判所（佐藤英彦裁判長：裁判員裁判）

求刑無期刑
- オウム真理教事件・林郁夫、1998年5月、東京地方裁判所、無期懲役判決（求刑通り）
- 元子役俳優らによる金融業者強殺事件、2000年10月、新潟地裁、無期懲役判決（求刑通り）
- 横浜OL殺害事件、2005年3月28日、横浜地裁第2刑事部[114]（松尾昭一裁判長）、無期懲役判決（求刑通り）[115]
  - 犯人は被害者の中学時代の同級生で、事件発生（2000年10月16日）から3年後に自首したが、勾留中に黙秘に転じ、公判では無罪を主張していた[116]。判決宣告後、被告人は被害者遺族に対し「お前が迎えに行かなかったから娘は死んだんだ」と暴言を吐いている[115]。
- 筋弛緩剤点滴事件、2006年3月、仙台高等裁判所、無期懲役判決（求刑通り）
- 金沢市夫婦強盗殺人事件、2006年12月18日、金沢地裁、無期懲役判決[注 14][117]（求刑通り）
- 蘭越母子殺傷事件、2010年3月29日、札幌地裁、無期懲役判決（求刑通り）
- マツダ本社工場連続殺傷事件、2012年3月、 広島地裁（裁判員裁判）、無期懲役判決（求刑通り）
- 柏市連続通り魔殺傷事件、2015年6月、千葉地裁（裁判員裁判）、無期懲役判決（求刑通り）
- 名古屋大学女子学生殺人事件、2017年3月24日、名古屋地裁（裁判員裁判）（山田耕司裁判長）、無期懲役判決（求刑通り）[118]

求刑有期刑
- 保全経済会事件、1960年3月、東京地方裁判所判決（懲役10年が確定）
- 小室哲哉著作権譲渡詐欺事件、2009年5月11日、大阪地方裁判所、懲役3年・執行猶予5年判決
- 強制わいせつ致傷事件、2015年12月、千葉地方裁判所（裁判員裁判）、懲役5年判決
- 宮崎市女性殺人・死体損壊・遺棄事件、2016年2月、宮崎地裁（裁判員裁判）、無期懲役判決（求刑は懲役25年）
- 2019年池袋暴走事故の被害者遺族を中傷するなどした事件の被告人に対する第一審判決：2023年1月13日・東京地裁（安永健次裁判官）判決、拘留29日＋懲役1年・執行猶予5年[119][120]
- 三重県津市で発生した監禁・強盗致傷・強盗未遂事件の第一審判決：2023年4月29日・津地裁（西前征志裁判長）判決、懲役3年・執行猶予5年（求刑：懲役6年）[121]
- ALS患者嘱託殺人事件：2024年3月5日・京都地方裁判所（川上宏裁判長）判決、懲役18年（求刑：懲役23年）[122]

### 無罪判決の主文後回しの例
- 神戸市北区5人殺傷事件：第一審判決（無罪） - 2021年（令和3年）11月4日[123]・神戸地裁第1刑事部[124]（飯島健太郎裁判長：裁判員裁判）[125]
  - 検察官は「被告人は事件当時、心神耗弱状態だった」として無期懲役を求刑していたが、神戸地裁は「犯行には妄想による圧倒的な影響があった」という精神鑑定の結果を採用し、「事件当時、被告人は心神喪失状態だった疑いがある」として、無罪を言い渡した[125]。